# Na Hae-ryung
Na Hae-ryung (hangul: 나해령; ur. 11 listopada 1994 w Seulu), lepiej znana pod pseudonimem Haeryung – południowokoreańska piosenkarka oraz aktorka. Jest członkinią południowokoreańskiego girlsbandu – BESTie. Jest również byłą członkinią zespołu EXID.

## Dyskografia

### EXID
- Whoz That Girl (2012)
- I do (2012)